# Neuer evangelischer Friedhof in Bielsko-Biała

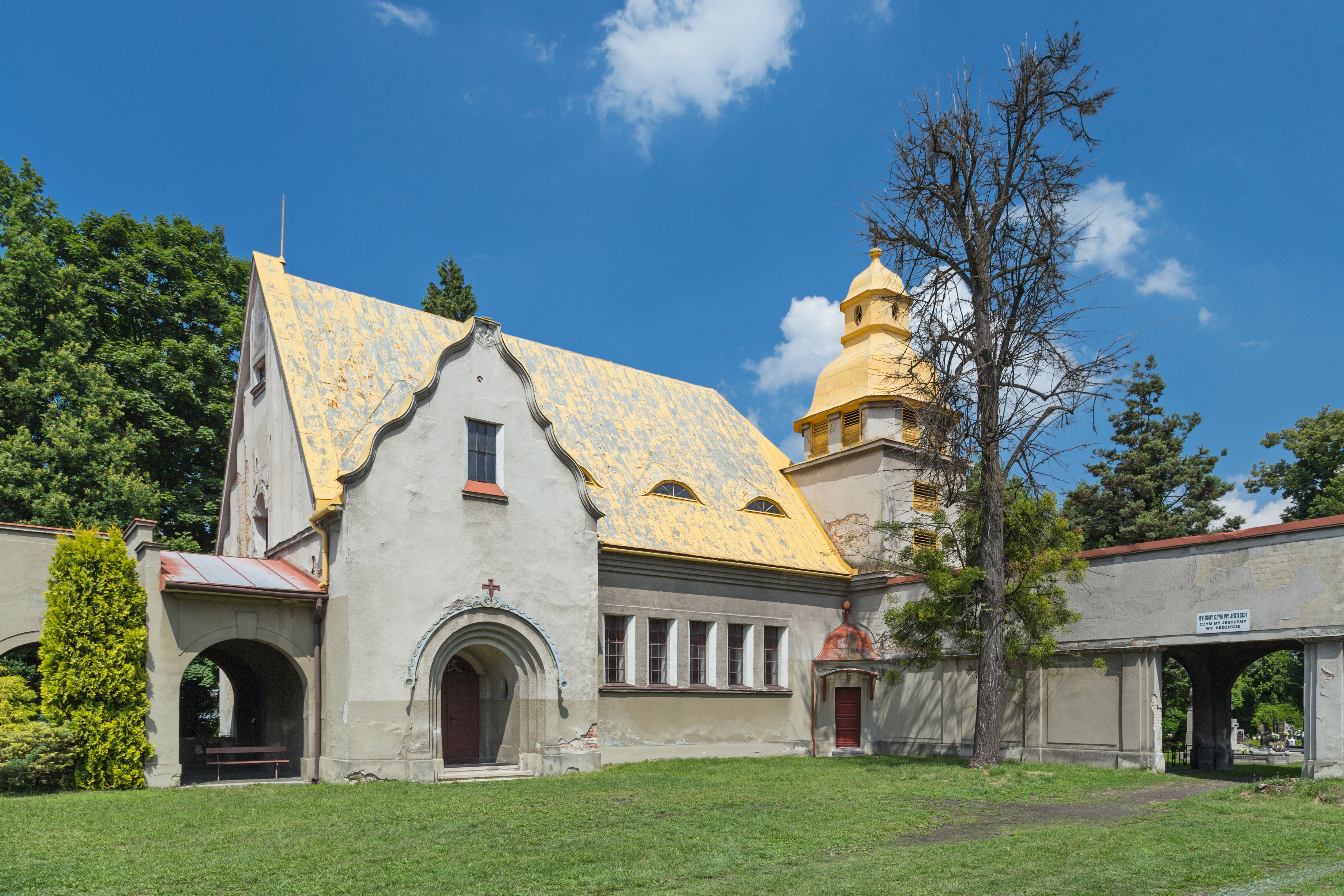
Friedhofskirche am neuen evangelischen Friedhof in Bielsko-Biała

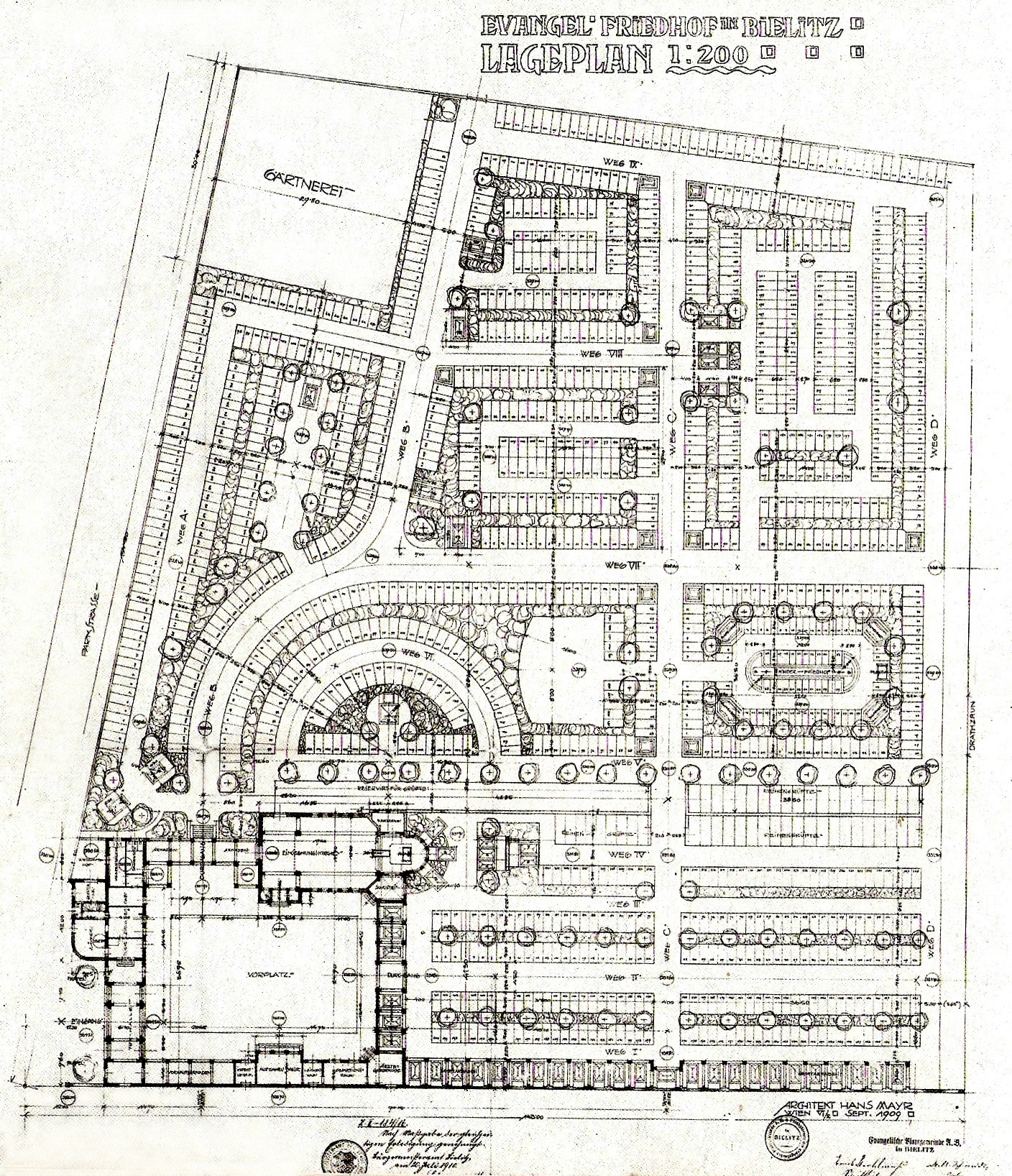
Entwurf des Friedhofes

Der neue evangelische Friedhof in Bielsko-Biała ist ein Friedhof im Norden des Stadtzentrums, Ulica Listopadowa 92 von Bielsko-Biała in Polen.
Er wurde 1911 nach dem Entwurf des Wiener Architekten Hans Mayr (1877–1918) errichtet und ersetzte den 1833 entstandenen alten evangelischen Friedhof im Stadtteil Bielitzer Zion. Das Grundstück hat die evangelische Gemeinde bereits 1895 erstanden.
Der Friedhof besteht aus drei Zonen:
- die Südostzone mit parallelen Wegen,
- die Nordostzone um den halbrunden Zentralplatz mit strahlenförmig angelegten Wegen,
- die Nordwestzone als Geländereserve mit einem breiten Weg.

In der Südwestzone befindet sich ein Gebäudekomplex nach dem Vorbild der italienischen Campo santo – ein rechteckiger Hof mit Servicebauten, einer Arkadenwand und einer Friedhofskirche, im Stil des Spätbarock mit Jugendstileinflüssen.
Auf dem neuen evangelischen Friedhof ruhen viele bedeutsame Persönlichkeiten aus der ersten Hälfte des 20. Jahrhunderts, u. a.
- Karl Steffan der Ältere, Bürgermeister,
- Eduard Schnack, Gründer des Museums im Sułkowski-Palast
- Felicja Kaszowska-Krotowska, Opernsängerin,
  - Unternehmer, u. A.:
- Moritz Bartelmuss,
- Karl Büttner der Ältere
- Karl Geppert,
- Moritz Graubner,
- Gustav Josephy der Jüngere
- Gustav Molenda,
- Oswald Molenda,
- Walter Piesch
- Friedrich Plutzar,
- Georg Schwabe,
- Ernest Starke,
- Karl Steffan der Jüngere,
- Ernest und Karl Stosius,
- Rudolf Twerdy,
- Leopold Vogt
- Karl Zipser

Auf dem Friedhof befindet sich des Weiteren das Denkmal der im Ersten Weltkrieg gefallenen Soldaten.